# الساندرو رولا
الساندرو رولا (به ایتالیایی: Alessandro Rolla) (زادهٔ ۲۲ آوریل ۱۷۵۷ - درگذشتهٔ ۱۵ سپتامبر ۱۸۴۱) یک آهنگ‌ساز، رهبر ارکستر و معلم اهل ایتالیا بود. پسر او، آنتونیو نیز همانند پدر یک آهنگساز بود.

## زندگی
رولا در پاویا، ایتالیا در ۲۲ آوریل ۱۷۵۷ متولد شد. در سال ۱۷۷۲، او اولین حضور خود را به‌عنوان تک‌نواز و آهنگ‌ساز با عنوان «اولین کنسرتو ویولای تابه‌حال شنیده» آغاز کرد.